# Ornitofilija
Ornitofilija (manj ustrezno ornitogamija) je botanični izraz, ki se uporablja za tip opraševanja, pri katerem pelod prenašajo ptiči. Rastlinskim vrstam, ki jih oprašujejo ptiči, rečemo ornitofilne rastline. Širši pojem je zoofilija, pri kateri za opraševanje rastlin skrbijo različne živalske vrste (poleg ptičev tudi na primer nekateri sesalci in žuželke). Med druge načine opraševanja spadata tudi anemofilija (opraševanje s pomočjo vetra) in hidrofilija (opraševanje s pomočjo vode).
Predvideva se, da naj bi ornitofilija izhajala iz entomofilije (opraševanja s pomočjo žuželk). Opisane so bile ornitofilne rastlinske vrste, ki so bile poprej entomofilne, ker so jih opraševale čebele.
Ornitofilija se najpogosteje pojavlja v tropih, Južni Afriki in na nekaterih otočjih. Za ornitofilne rastline so značilni barviti in cevasto oblikovani cvetovi (največkrat rdeče barve), njihovi prašniki ter pestiči pa so nameščenimi tako, da prihajajo v stik z opraševalcem. Ptičje vrste, ki opravljajo ornitofilijo, so običajno specializirani jedci nektarja ali medičine (nektarivori), ki nastaja v nektarialnih žlezah cvetov. Zanje sta značilna dolg kljun in podolgovat jezik, pogosto pa tudi sposobnost lebdečega leta.

## Rastlinske prilagoditve
Rastlinske prilagoditve se lahko razvršča na tiste, ki privabljajo ptice in pospešujejo prenašanje peloda, in tiste, ki skrbijo za odganjanje drugih taksonov. S tem so mišljene predvsem žuželke, ki bi ornitofilnim rastlinam potencialno kradle nektar in pelod, opraševanja pa zaradi neustreznih lastnosti ne bi opravile. Dodatne prilagoditve potrebujejo tudi plodnice tovrstnih rastlin, ki se pred mehanskimi poškodbami, ki bi jih lahko povzročil tako velik opraševalec, kot je ptič, ščitijo s pomočjo raznih zaščitnih slojev.
Ena izmed glavnih prilagoditev na ornitofilijo je rdeča barva, ki jo imajo cvetovi večine ornitofilnih vrst. Ptiči imajo namreč fotoreceptorje za rdečo barvo, rdeči cvetovi pa imajo največji kontrast v primerjavi s pretežno zelenim ozadjem. Glavni razlog za pojav rdečih cvetnih listov (največkrat so to zgolj venčni listi) je torej povečevanje privlačnosti za ptičje opraševalce.
Določene medsebojne razlike imajo rastlinske vrste, ki jih oprašujejo generalistične ptičje vrste (te se prehranjujejo z več rastlinskimi vrstami), in te, ki jih oprašujejo specializirani opraševalci (ti so prehransko odvisni zgolj od ene rastlinske vrste). Za prve običajno velja, da nimajo cevasto oblikovanih cvetov ali so ti manj izraziti. Večina ornitofilnih rastlin ima rdeče cvetove in proizvaja veliko nektarja, dodatna značilnost je popolna ali nepopolna odsotnost dišavnih snovi. Rastlinske vrste, ki jih oprašujejo generalisti, imajo razredčen nektar, medtem ko je medičina vrst, ki jih oprašujejo specialisti (denimo kolibiriji), zelo koncentrirana tekočina. Nektar ornitofilnih vrst se razlikuje od vrste do vrste, pri čemer ga navadno sestavlja največji delež heksoz, kot sta glukoza in fruktoza (izjema je medičina rastlin, ki jih oprašujejo kolibriji, kjer je navadno veliko saharoze). Po drugi strani imajo entomofilne rastline nektar, ki je bogat s saharozo.
Pojavljajo se tudi številne specifične prilagoditve na ptičje opraševanje. Tako ima večina rastlin iz družine Loranthaceae eksplozivne cvetove, ki na ptičje opraševalce vsujejo pelod, ko se ti hranijo z nektarjem. Opraševalci teh rastlin so večinoma omelovci (družina Dicaeidae) iz reda ptic pevk.
Nekatere avstralske rastline, kot je rod Banksia, imajo cvetove, ki se odprejo le kot odgovor na ptičje gibanje, kar jim omogoča bolj ekonomično porabo peloda. V suhih tropskih gozdovih južne Indije so ornitofilne rastline, ki v glavnem cvetijo v vročem in suhem delu leta.
Za vrsto Babiana ringens je značilno, da proizvede močan cvetni pecelj, na katerem je socvetje, ki služi kot oprijemališče za medosesa (družina Nectariniidae) vrste Nectarinia famosa, kadar ta obišče rastlino. Za kritosemenke rodu Heliconia so značilne lepljive nitke, ki pomagajo pri adheziji pelodnih zrn na gladke površine, kot je na primer kolibrijev kljun.
Rastline morajo biti sposobne zaščititi nektar pred organizmi, ki niso opraševalci. Takšne živali so lahko zgolj tatovi (ukradejo hranila, kot so pelodna zrna in nektar) ali pa poleg kraje tudi poškodujejo rastlino. Še posebej ranljive so ornitofilne vrste, ki jih oprašujejo dolgokljuni ptiči. Pri teh namreč čebele in tatinski ptiči, ki ne sežejo do cvetnega dna, kjer se nahajajo nektarialne žleze, poškodujejo spodnji del cveta, da lahko skozi nastalo odprtino zaužijejo nektar.

## Ptičje prilagoditve
Med glavne družine, ki se preživljajo z nektarjem in hkrati opravljajo opraševanje ornitofilnih rastlin, spadajo kolibriji (Trochilidae), medosesi (Nectariniidae) in medarji (Meliphagidae). Ostale pomembnejše družine ptičev opraševalcev so škorčevci (Icteridae), suknarji (Drepanidae), tangare (Thraupidae), očalarji (Zosteropidae) in Promeropidae. Ptiči do nektarja pridejo tako, da se usedejo na bližnjo vejo, pecelj ali se oprimejo socvetja, obstaja pa tudi delež ptičjih vrst, ki se poslužujejo lebdečega leta, pri katerem se hranijo, medtem ko lebdijo na enem mestu.
Za razliko od večine ptičjih opraševalcev, ki imajo raje heksoze (fruktozo in glukozo), so kolibriji sposobni prebavljati tudi saharozo. Škorci in njihovi sorodniki se popolnoma izogibajo saharozi. Ptiči, ki se prehranjujejo z nektarjem, imajo običajno mehanizem, ki jim omogoča hitro izločanje odvečne vode. Da dobijo dovolj energije, morajo včasih popiti količino tekočine, ki dosega štirikratnik ali celo petkratnik njihove telesne mase. Kolibriji so sposobni izločanja dušikovih odpadnih snovi v obliki amonijaka, saj pri njih izguba vode ni tolikšen problem. Poleg tega so v nočnem času zmožni ustaviti delovanje ledvic. Pri nekaterih vrstah ptic pelod, ki ga rastline trosijo na njihovo čelo, povzroča hitrejšo obrabo teh peres, kar vodi v večjo raven golitve.

## Evolucijski razvoj ornitofilije
Okoli 7000 rastlinskih vrst Srednje in Južne Amerike oprašujejo kolibriji. Po drugi strani je v Severni Ameriki zgolj 129 vrst, ki so razvile ornitofilijo. V Južni in Srednji Ameriki od 900 vrst rodu Salvia skoraj vsako četrto oprašujejo ptiči, nekaj takšnih pa se nahaja tudi v Južni Afriki.
Med kolibriji in ornitofilnimi rastlinami vlada mutualistično razmerje. V odnosu med kolibriji in rastlinami imata oba partnerja korist. Kolibriji so prehransko odvisni od energijsko bogatega nektarja, medtem ko ornitofilne vrste potrebujejo ptičje opraševalce, da se lahko nemoteno razmnožujejo. Medtem ko se ptiči prehranjujejo, se na njihov kljun prilepi pelod, ki bo predvidoma odpadel (spontano ali zaradi dotika) v cvetu naslednje rastline, ki jo bo kolibri obiskal. Za kolibrije in ornitofilne rastline je značilen proces koevolucije, pri katerem se oba partnerja neprestano medsebojno prilagajata. Dober primer so različne vrste kolibrijev, ki se med seboj poleg obarvanosti perja razlikujejo tudi po variabilno oblikovanih kljunih. Slednji so ključni pri zauživanju nektarja, saj mora oblika kljuna ustrezati morfologiji cveta. Tako denimo kratkokljuni kolibriji pijejo nektar iz širokih cvetov s kratkimi venčnimi listi, medtem ko dolgokljuni kolibriji obiskujejo cvetove, ki so dolgi in cevasti. Četudi zmore večina dolgokljunih vrst pridobivati medičino tudi iz kratkih in odprtih cvetov, se te tega pogosto izogibajo, saj se lahko na tak način izognejo medvrstnemu tekmovanju.
Iz energijskega vidika je ornitofilija za rastlinske vrste precej draga strategija in se posledično pojavlja zgolj, ko so jasno vidne koristi za rastlino. Pri rastlinah, ki jih oprašujejo kolibriji in medosesi, se ta odnos največkrat razvije v okoljih visokih nadmorskih višin, suhih območjih in izoliranih otokih, kjer je razmeroma malo žuželčjih opraševalcev. Največ rastlin, ki jih oprašujejo ptičji generalisti, je v tropskih in subtropskih nižinskih območjih. Takšne ornitofilne vrste so navadno velike, lesnate rastline, ki naenkrat proizvedejo večje količine cvetov. V primerjavi z njimi so rastline, ki jih oprašujejo ptičji specialisti (na primer kolibriji), majhne in grmičaste ali zelnate.

## Čas cvetenja in ptičja selitev
Številni antropogeni dejavniki so odgovorni za pospešitev podnebnih sprememb, ki imajo vpliv tako na ptice kot tudi na rastline. V zmerno toplem pasu je v navadi, da začetek cvetenja rastlin sovpada z začetkom pomladi. Novejše raziskave kažejo, da rastline na povečane temperature odgovarjajo z bolj zgodnjim začetkom cvetenja, kar povzroča težave pri odnosu ornitofilije. Pri slednji je namreč pomembno, da je čas cvetenja usklajen in stalen. Za kolibrije, ki so prehransko odvisni od nektarja, se predvideva, da so v procesu koevolucije čas svoje selitve prilagodili življenjskemu krogu rastlin.